# Giuseppe De Mita
Giuseppe De Mita, né le 27 avril 1968 à Avellino, est un homme politique italien.

## Biographie
Il est le neveu de l'homme politique Ciriaco De Mita. Après avoir successivement appartenu à la Démocratie chrétienne, au Parti populaire italien, de 1994 à 2002, à La Marguerite de 2002 à 2007, au Parti démocrate en 2007, puis à l'Union de centre à partir de 2008, il quitte ce dernier parti pour fonder en 2017 le mouvement L'Italie est populaire, qu'il dirige. Fin 2017, dans l'optique des élections législatives de mars 2018, sa formation rejoint la liste électorale Civique populaire de Beatrice Lorenzin. Candidat à un nouveau mandat de député dans la circonscription d'Ariano Irpino, il est battu.